# Haemophilus haemolyticus
Espèce
Haemophilus haemolyticus est une espèce de bactéries gram-négatives de la famille des Pasteurellaceae.

## Taxonomie
Le nom correct complet (avec auteur) de ce taxon est Haemophilus haemolyticus Bergey et al. 1923.

### Étymologie
L'étymologie de cette espèce Haemophilus Haemolyticus est la suivante : « hae.mo.ly’ti.cus. Gr. neut. n. haîma, sang (translittération latine haema); N.L. masc. adj. lyticus, capable de perdre, capable d edissoudre; du Gr. masc. adj. lytikos, dissolvant; N.L. masc. adj. haemolyticus, dissolvant le sang ».